# Predeal-Sărari
Predeal-Sărari is een Roemeense gemeente in het district Prahova.
Predeal-Sărari telt 2597 inwoners.